# Пироморфит
Пироморфи́т — минерал из класса фосфатов, хлорофосфат свинца Pb5(PO4)3Cl. Образует редкие скопления обычно зелёных призматических кристаллов в зонах окисления месторождений свинцовых и свинцово-цинковых руд.

## Название
В 1748 году Ю. Г. Валериус назвал этот минерал «зелёный свинцовый шпат». И. Ф. Гаусман в 1813 году ввёл современное название, происходящее от сочетания слов др.-греч. πῦρ — огонь и др.-греч. μορφή — форма, поскольку шарик, образующийся при плавлении минерала, охлаждаясь, кристаллизуется.
Синонимы: зелёная или пёстрая свинцовая руда.

## Физические свойства
- Цвет: Зелёный, бурый, реже жёлтый, восково-жёлтый, золотисто-медовый, оранжево-красный («Шотландия»), серовато-белый, бесцветный, чёрный.
- Блеск: Алмазный, жирный.
- Прозрачность: Просвечивающий.
- Черта: Белая, светло-серая.
- Твёрдость по шкале Мооса: 3,5-4.
- Плотность: 6,7—7.
- Излом: Неровный.
- Сингония: Гексагональная.
- Форма кристаллов: Призматические, игольчатые, столбчатые, похожи на кристаллы апатита, часто имеют бочковидный облик и называются «эмскими бочонками» (нем. Emser Tönnchen)[2].
- Класс симметрии: Гексагонально-бипирамидальный — 6/m.
- Отношение осей: с/а = 0,734.
- Спайность: Практически отсутствует.
- Агрегаты: Почковидные, зернистые, гроздевидные, плотные, сплошные массы, коротколучистые сростки, расположенные параллельно или радиально; нередко наросшие, редко с двумя головками; крупные образцы составлены из нескольких мелких.
- Поведение в кислотах: Растворяется в азотной кислоте.

Легко сплавляется в шарик, оставляя на угле жёлтый налёт.

## Химический состав
Оксид свинца (II) (PbO) 81,7 %, пятиокись фосфора (P2O5) 15,7 %, хлор (Сl) 2,6 %; примеси кальция, мышьяка и хрома.
Химическая формула: Pb5(PO4)3Cl.

## Сопутствующие минералы
Галенит, церуссит, барит, англезит, миметизит, ванадинит, вульфенит, кварц.

## Сходные минералы
Миметизит (Pb5(AsO4)3Cl), ванадинит (Pb5(VO4)3Cl). По внешним характеристикам они настолько сходны с пироморфитом, что различить их удаётся, как правило, лишь с помощью химического анализа.

## Месторождения
Вторичный минерал залежей галенита. Большинство месторождений сейчас выработано. Известны находки в Саксонии и Рейнланде (штуфы весом в центнер с тысячами кристаллов, часто более 3 см), Фрейберге, Аннаберге, Беренштайне, Йохангеоргенштадте, Бокау, Волькенштейне, Рудных горах, Клаусталь в Гарце, Эмсе, Баденвайлере (Германия); Пршибраме (Чехия), Корнуолле и Камберленде (Великобритания), Берёзовское золоторудное и Нерчинское месторождения (Средний Урал, Россия), на острове Сардиния, (Италия), в Мексике.

## Происхождение
Образуется, главным образом, в зоне окисления свинцовых и свинцово-цинковых месторождений.

## Значение и применение
Полиметаллическая руда. Представляет интерес как свинцовая руда. Совместно с другими минералами свинцовых руд служит для извлечения металлического свинца.